# Taça Boa Vista 2021
La Taça Boa Vista de 2021, correspondió a la 27ª edición de la primera ronda del Campeonato Roraimense, y contó con la participación de 5 equipos. Se disputó del 1 al 13 de mayo de 2021.
El equipo campeón garantizó un cupo en la final del Campeonato Roraimense 2021.

## Participantes
| Atlético GAS Náutico · Rio Negro · S.Raimundo · Ubicación de los equipos en el estado de Roraima. | Atlético GAS Náutico · Rio Negro · S.Raimundo · Ubicación de los equipos en el estado de Roraima. | Atlético GAS Náutico · Rio Negro · S.Raimundo · Ubicación de los equipos en el estado de Roraima. | Atlético GAS Náutico · Rio Negro · S.Raimundo · Ubicación de los equipos en el estado de Roraima. | Atlético GAS Náutico · Rio Negro · S.Raimundo · Ubicación de los equipos en el estado de Roraima. | Atlético GAS Náutico · Rio Negro · S.Raimundo · Ubicación de los equipos en el estado de Roraima. | Atlético GAS Náutico · Rio Negro · S.Raimundo · Ubicación de los equipos en el estado de Roraima. |
| ------------------------------------------------------------------------------------------------- | ------------------------------------------------------------------------------------------------- | ------------------------------------------------------------------------------------------------- | ------------------------------------------------------------------------------------------------- | ------------------------------------------------------------------------------------------------- | ------------------------------------------------------------------------------------------------- | ------------------------------------------------------------------------------------------------- |

## Sistema de disputa
Los cinco equipos jugaron todos contra todos, en una sola vuelta, con los dos mejores equipos ubicados se enfrentando en la final.

## Primera fase
| Pos. | Equipo           | Pts. | PJ | G | E | P | GF | GC | Dif. | Clasificación 2021                |
| ---- | ---------------- | ---- | -- | - | - | - | -- | -- | ---- | --------------------------------- |
| 1    | São Raimundo     | 10   | 4  | 3 | 1 | 0 | 15 | 1  | +14  | Clasificados a la final del turno |
| 2    | Náutico          | 7    | 4  | 2 | 1 | 1 | 6  | 5  | +1   | Clasificados a la final del turno |
| 3    | Atlético Roraima | 6    | 4  | 2 | 0 | 2 | 5  | 7  | −2   |                                   |
| 4    | GAS              | 3    | 4  | 1 | 0 | 3 | 4  | 6  | −2   |                                   |
| 5    | Rio Negro        | 3    | 4  | 1 | 0 | 3 | 2  | 13 | −11  |                                   |

Actualizado a los partidos jugados el 11 de mayo de 2021.
 Fuente: Globo Esporte

## Partidos
- La hora de cada encuentro corresponde al huso horario correspondiente al Estado de Roraima (UTC-4).

| Fecha      | Hora  | Partido          | Partido | Partido          |
| ---------- | ----- | ---------------- | ------- | ---------------- |
| 1 de mayo  | 16:00 | São Raimundo     | 10-0    | Rio Negro        |
| 1 de mayo  | 18:00 | GAS              | 1-2     | Náutico          |
| 4 de mayo  | 17:00 | Rio Negro        | 1-2     | GAS              |
| 4 de mayo  | 19:00 | Náutico          | 3-2     | Atlético Roraima |
| 6 de mayo  | 17:00 | Náutico          | 1-1     | São Raimundo     |
| 6 de mayo  | 19:00 | GAS              | 1-2     | Atlético Roraima |
| 8 de mayo  | 16:00 | Atlético Roraima | 0-3     | São Raimundo     |
| 8 de mayo  | 18:00 | Rio Negro        | 1-0     | Náutico          |
| 11 de mayo | 14:00 | Atlético Roraima | 1-0     | Rio Negro        |
| 11 de mayo | 16:00 | São Raimundo     | 1-0     | GAS              |

## Final
- La hora del encuentro corresponde al huso horario correspondiente al Estado de Roraima (UTC-4).

| Fecha      | Hora  | Partido      | Partido        | Partido |
| ---------- | ----- | ------------ | -------------- | ------- |
| 13 de mayo | 15:30 | São Raimundo | 2-2 (pen. 6-7) | Náutico |

## Campeón
| Taça Boa Vista 2021         |
| --------------------------- |
| Náutico Campeón (3º título) |

## Goleadores
- Actualizado el 13 de mayo de 2021.

| Jugador         | Club         | Goles |
| --------------- | ------------ | ----- |
| Edinho Canutama | GAS          | 3     |
| Tavinho         | São Raimundo | 3     |
| Eric            | São Raimundo | 3     |
| Max             | Náutico      | 3     |
| Carlinhos       | São Raimundo | 2     |
| Stanley         | São Raimundo | 2     |
| Juninho         | São Raimundo | 2     |
| Wesley          | Náutico      | 2     |